# Скучка, Ирина Михайловна
Ирина Михайловна Скучка — советский хозяйственный, государственный и политический деятель, Герой Социалистического Труда.

## Биография
Родилась в 1938 году в украинской семье, беспартийная.
С 1957 года — на хозяйственной, общественной и политической работе. В 1957—1993 гг. — столяр, наборщица шпона Ужгородского фанерно-мебельного комбината имени А. А. Борканюка Министерства лесной, целлюлозно-бумажной и деревообрабатывающей промышленности Украинской ССР.
Указом Президиума Верховного Совета СССР от 19 марта 1981 года присвоено звание Героя Социалистического Труда с вручением ордена Ленина и золотой медали «Серп и Молот».
Избиралась депутатом Верховного Совета СССР 8-го, 9-го и 10-го созывов от Ужгородского избирательного округа Закарпатской области Украинской ССР.